# Ferula gigantea
Ferula gigantea är en flockblommig växtart som beskrevs av Boris Fedtjenko. Ferula gigantea ingår i släktet stinkflokesläktet, och familjen flockblommiga växter. Inga underarter finns listade i Catalogue of Life.